# No monogamia consensuada
La no monogamia consensuada (NMC), y su subconjunto la no monogamia ética (NME), se refieren a la práctica de relaciones íntimas o sexuales no monógamas que se diferencian de la infidelidad a raíz del conocimiento y consentimiento mutuo de los involucrados, así como de la poligamia en que los diversos participantes no hacen parte de un solo matrimonio. Entre las formas de no monogamia consensuada se encuentran el intercambio de parejas (o swinging), el poliamor, las relaciones abiertas, y el fetichismo de infidelidad.
La no monogamia consensuada puede tomar muchas formas diferentes, dependiendo de las necesidades y preferencias de las personas involucradas en relaciones específicas. Según un estudio de 2017, más de una quinta parte de la población de los Estados Unidos ha afirmado haber estado involucrada, en algún momento de sus vidas, en algún tipo de no monogamia consensuada.
Es común que parejas abiertas y swingers mantengan monogamia emocional mientras mantienen relaciones sexuales extradiádicas. De manera similar, los límites entre amigos/parejas en formas de no monogamia consensuadas distintas del poliamor son por lo general bastante claros. Con todo, a diferencia de otras formas de no monogamia, «el poliamor destaca por privilegiar la intimidad emocional con otras personas». El poliamor se distingue de algunas otras formas de no monogamia ética en que las relaciones involucradas son relaciones amorosas íntimas, en vez de relaciones puramente sexuales.